# 久島海啓太
久島海 啓太（くしまうみ けいた、1965年8月6日 - 2012年2月13日）は、和歌山県新宮市出身で出羽海部屋に所属した大相撲力士。本名は久嶋 啓太（くしま けいた）。身長187cm、体重204kg。得意手は右四つ、寄り、極め出し、小手投げ。最高位は東前頭筆頭。

## 来歴
新宮市で靴製造販売業を営む家に二男として生まれる。4歳の時に相撲好きである父親の指導で相撲を始めたが、小学校では卓球や陸上を、中学校ではバスケットボールをやっていた。
和歌山県立新宮高等学校へ進学した時は186cm・160kgと堂々たる体格で、1年生から3年生まで3年連続で全国高等学校相撲選手権大会で優勝を果たし、高校3年時には全日本相撲選手権大会でも優勝し、史上初となる高校生でのアマチュア横綱を獲得して、同年齢で中学生横綱を2年連続で獲得した秋本久雄とともに高校卒業後の進路が注目されたが、教員志望で高卒後のプロ入りはせず日本大学への進学を明言した。進学した日本大学相撲部でも、1年生で2年連続で全日本相撲選手権で優勝し、1年生から3年連続で全国学生相撲選手権大会で優勝したが、4年生では優勝を逃している。一説には3年生の頃から糖尿病を発症したとされる。
大学時代にアマ28冠を記録したが、これは2020年12月時点でも破られていない最多記録。
大学卒業直前に当初の教員志望を断念して出羽海部屋へ入門し、1988年1月場所において幕下付出で初土俵を踏んだ。
初土俵から7場所連続で勝ち越しを果たし、1989年3月場所において新十両へ昇進した。同時に四股名を「久島海」と改めた。「久島海」は若名乗りのつもりであったが、その後思い通りに出世しなかったため改名のタイミングを見失い、引退までこの四股名で通したという話もある。新十両となった3月場所では11勝4敗の好成績を挙げて自身初の十両優勝を果たし、さらに翌5月場所でも10勝5敗の好成績を挙げて2場所連続2回目となる十両優勝を達成して、翌7月場所に新入幕を果たした。
学生時代の実績から大いに将来を嘱望されたが、腰が高く脇が甘いために受け身になってしまい強引に相手を引っ張り込んで小手に振る取り口だったために負傷が多く、三役への昇進は果たせなかった。西前頭2枚目の位置で迎えた1993年3月場所では、13日目の旭道山戦において立合いから強烈な張り手を一発食らって土俵中央で崩れ落ちてしまい、膝を負傷して翌14日目から休場して、最終的にこの場所を7勝7敗1休と負け越したために三役へ昇進する大きな機会を逃した。1995年5月場所において十両へ陥落して以降は十両に在位することが多くなり、同年11月場所では東十両筆頭で8勝7敗と勝ち越していながら、翌1996年1月場所の番付ではそのままの地位に据え置かれたり、翌3月場所では東十両2枚目で10勝5敗と大きく勝ち越したもののそれでも再入幕を果たせなかったりと、全般的に番付運にも恵まれなかった。
1998年3月場所では12勝3敗の好成績を挙げて優勝決定戦まで進出し、その優勝決定戦で闘牙を破って3回目の十両優勝を果たした。同年9月場所では西十両5枚目で4勝11敗と大きく負け越し、通常なら幕下へ陥落する位置と成績ではなかったものの、幕下上位の力士が軒並み好成績を収めていたのに加え、十両下位の力士で負け越しがいなかったため、翌11月場所では東幕下筆頭まで陥落してしまった。なお、平成以降で十両6枚目以上で4勝以上挙げながらも幕下へ陥落した力士は久島海だけである。それによって同年11月場所直前に現役引退を表明し、準年寄・久島海として出羽海部屋の部屋付き親方となった。1999年に年寄・田子ノ浦を襲名し、2000年1月場所終了後に出羽海部屋から分家独立して田子ノ浦部屋を創設した。一説に分家独立は入門時の契約で予め許可されていたことだとされる。
2003年には急性心筋梗塞で倒れて緊急入院したものの、この時は生命に別状はなかったことから退院後にすぐに復帰した。それからは徹底した健康管理によって体重を80kg以上も減量し、さらに料理にも興味を持つようになったことで、講談社の雑誌『おとなの週末』で料理コーナーの連載を持ったり、料理本に自身が考案したレシピを寄稿したりもしていた。妻の久嶋あやこは、2008年に親方の減量体験を基にした『ちゃんこで生活習慣病に勝つ!』（ベストセラーズ）という著書を発表している。 
2006年からは勝負審判を務めた。
2012年2月13日午後に部屋で家族と過ごしていた際に突然昏倒し、意識不明・心肺停止の状態で病院へ救急搬送された。蘇生処置が行われたものの回復せずに、同日16時37分に死去した。46歳没。当初は死因が特定されず、昏倒の際に吐血したとの報道もあったが、その後、死因は虚血性心不全と発表され、吐血ではなく倒れた際に唇を切ったことによる出血であったという。同月16日、東京都台東区の寛永寺で告別式が行われた。没後部屋を継承する親方がいなかったため、田子ノ浦部屋は閉鎖され、所属していた力士は出羽海部屋と春日野部屋にそれぞれ分割する形で移籍した。

## 人物
現役時代から晩年まで自らを「友達が少ない」と語るような頑固で偏屈な人物だったという。また、弟子が他の部屋の力士と慣れ合いの感覚に陥ることを嫌うため、学生相撲の一大潮流である日大相撲部出身者を一切入門させなかった。自身は日大出身であったが、現役引退後はあえて関係者と距離を置いていたという。同じ理由で外国人力士の採用に慎重であり、角界で主流化していたハワイやモンゴルの出身者を避け、それまでに琴欧洲の例しかないブルガリア出身者（碧山）の入門を許したという。久島海の付き人を務めていた元幕下・伊達錦の証言によると、天狗になった風情はなく、常識人で人間味にあふれる人物であったというが、アマチュア時代の輝かしい経歴ゆえにほかの力士たちの格好の攻撃対象になったという。

## エピソード
- 1992年11月場所初日に、前9月場所に西小結で14勝1敗の成績を挙げて幕内最高優勝を果たし、この場所では西関脇の位置で大関昇進を目指す貴花田と対戦した。当時の貴花田は場所直前から宮沢りえとの婚約騒動の渦中にあった影響もあってか、久島海の小手投げによって呆気なく土俵上に叩き付けられた。久島海は取組後、興奮冷めやらぬ状況の中で記者陣に対して「オレだって婚約中なんだよ!」と声を荒らげながら答えた[7]。久島海は西前頭2枚目の位置でこの場所を8勝7敗と勝ち越したものの、翌1993年1月場所では新三役への昇進は果たせずに西前頭筆頭という位置に留まった。
- 料理雑誌にグルメ連載を持っており、部屋でも自らちゃんこの腕を振るっていた。ブルガリア出身の碧山には乳製品を多く使った食べやすい洋食や大好きなワインに合う副菜を振るまったといい、結果として碧山は角界に馴染めた[8][2]。
- 第69回全日本相撲選手権を優勝した花田秀虎とは同じ和歌山県出身で実際に指導を行ったこともあり縁があった。当時の田子ノ浦部屋は春場所での宿舎を和歌山県に構えており、花田も相撲を始めた小学校2年生のときに稽古に参加したことがあった。花田は日本体育大学1年生でアマチュア横綱を獲得した際に「当時は小さかったので分からなかったけど、のちのちすごい人だと分かった。（久嶋さんが優勝した）全日本の動画も見たことがある。目標にしていた」と語った[9]。

## 主な成績
- 通算成績：462勝442敗15休 勝率.511
- 幕内成績：237勝273敗15休 勝率.465
- 現役在位：65場所
- 幕内在位：35場所
- 三賞：2回
  - 敢闘賞：2回（1990年3月場所、1993年9月場所）
- 金星：2個（北勝海1個・旭富士1個）
- 各段優勝：十両優勝3回（1989年3月場所、1989年5月場所、1998年3月場所）

### 場所別成績
| | 一月場所 初場所（東京） | 三月場所 春場所（大阪） | 五月場所 夏場所（東京） | 七月場所 名古屋場所（愛知） | 九月場所 秋場所（東京） | 十一月場所 九州場所（福岡） |
| --- | ----------------------- | ----------------------- | ----------------------- | --------------------------- | ----------------------- | --------------------------- |
| 1988年 （昭和63年） | 幕下付出60枚目 5–2      | 東幕下38枚目 5–2        | 東幕下24枚目 6–1        | 東幕下9枚目 5–2             | 東幕下4枚目 4–3         | 西幕下2枚目 4–3             |
| 1989年 （平成元年） | 東幕下筆頭 4–3          | 西十両12枚目 優勝 11–4  | 東十両3枚目 優勝 10–5   | 西前頭13枚目 8–7            | 西前頭11枚目 9–6        | 東前頭5枚目 6–9             |
| 1990年 （平成2年） | 東前頭9枚目 6–9         | 東前頭14枚目 10–5 敢    | 東前頭4枚目 6–9         | 西前頭8枚目 5–8–2           | 東十両筆頭 10–5         | 東前頭12枚目 9–6            |
| 1991年 （平成3年） | 東前頭6枚目 8–7         | 東前頭筆頭 5–10         | 東前頭6枚目 6–9         | 東前頭10枚目 10–5           | 東前頭3枚目 8–7 ★       | 東前頭3枚目 6–9             |
| 1992年 （平成4年） | 西前頭6枚目 8–7         | 西前頭3枚目 7–8 ★       | 西前頭4枚目 8–7         | 東前頭3枚目 6–9             | 西前頭6枚目 8–7         | 西前頭2枚目 8–7             |
| 1993年 （平成5年） | 西前頭筆頭 7–8          | 西前頭2枚目 7–7–1       | 東前頭4枚目 6–9         | 西前頭7枚目 5–10            | 東前頭13枚目 12–3 敢    | 西前頭筆頭 5–10             |
| 1994年 （平成6年） | 西前頭7枚目 1–2–12      | 東十両4枚目 9–6         | 東十両2枚目 8–7         | 西前頭15枚目 8–7            | 東前頭15枚目 8–7        | 東前頭9枚目 8–7             |
| 1995年 （平成7年） | 西前頭4枚目 3–12        | 東前頭12枚目 4–11       | 東十両5枚目 7–8         | 西十両6枚目 9–6             | 西十両2枚目 9–6         | 東十両筆頭 8–7              |
| 1996年 （平成8年） | 東十両筆頭 7–8          | 東十両2枚目 10–5        | 東十両筆頭 8–7          | 西前頭15枚目 6–9            | 西十両2枚目 6–9         | 東十両7枚目 6–9             |
| 1997年 （平成9年） | 西十両9枚目 11–4        | 東十両4枚目 8–7         | 西十両2枚目 9–6         | 西十両筆頭 9–6              | 西前頭13枚目 7–8        | 西前頭15枚目 3–12           |
| 1998年 （平成10年） | 西十両6枚目 7–8         | 東十両9枚目 優勝 12–3   | 西十両2枚目 7–8         | 東十両4枚目 7–8             | 西十両5枚目 4–11        | 東幕下筆頭 引退 0–0–0       |
| 各欄の数字は、「勝ち-負け-休場」を示す。 優勝 引退 休場 十両 幕下 三賞：敢=敢闘賞、殊=殊勲賞、技=技能賞 その他：★=金星 番付階級：幕内 - 十両 - 幕下 - 三段目 - 序二段 - 序ノ口 幕内序列：横綱 - 大関 - 関脇 - 小結 - 前頭（「#数字」は各位内の序列） |                         |                         |                         |                             |                         |                             |

### 幕内対戦成績
| 力士名     | 勝数 | 負数 | 力士名   | 勝数 | 負数  | 力士名   | 勝数 | 負数 | 力士名   | 勝数 | 負数 |
| ---------- | ---- | ---- | -------- | ---- | ----- | -------- | ---- | ---- | -------- | ---- | ---- |
| 蒼樹山     | 1    | 1    | 安芸乃島 | 6    | 9     | 安芸ノ州 | 1    | 1    | 曙       | 2    | 11   |
| 朝乃翔     | 1    | 1    | 朝乃若   | 2    | 2     | 旭里     | 2    | 0    | 旭富士   | 1    | 2    |
| 旭豊       | 1    | 1    | 板井     | 5    | 2     | 恵那櫻   | 3    | 3    | 巨砲     | 1    | 2    |
| 大乃国     | 0    | 1    | 大若松   | 1    | 1     | 魁皇     | 0    | 1    | 春日富士 | 8    | 5(1) |
| 北勝鬨     | 5    | 5    | 騏ノ嵐   | 2    | 0     | 旭豪山   | 0    | 1    | 旭道山   | 7    | 6    |
| 鬼雷砲     | 3    | 1    | 霧島     | 9(1) | 7     | 起利錦   | 2    | 4    | 剣晃     | 3    | 2    |
| 高望山     | 2    | 0    | 琴稲妻   | 8(1) | 5     | 琴ヶ梅   | 2    | 5    | 琴椿     | 3    | 4    |
| 琴錦       | 7    | 11   | 琴ノ若   | 1    | 6     | 琴富士   | 9    | 4    | 琴別府   | 1    | 2    |
| 琴龍       | 1    | 2    | 小錦     | 4    | 11    | 駒不動   | 1    | 0    | 逆鉾     | 4    | 3    |
| 敷島       | 3    | 1    | 陣岳     | 5    | 3     | 大至     | 1    | 0    | 太寿山   | 3    | 2    |
| 大翔鳳     | 7    | 2    | 大翔山   | 7    | 1     | 大善     | 4    | 2    | 貴闘力   | 6    | 5    |
| 貴ノ浪     | 2    | 4(1) | 貴乃花   | 7    | 8     | 孝乃富士 | 3    | 3    | 隆三杉   | 11   | 4    |
| 多賀竜     | 3    | 0    | 立洸     | 1    | 1     | 玉海力   | 2    | 0    | 千代大海 | 0    | 1    |
| 千代の富士 | 0    | 2    | 寺尾     | 6    | 8     | 時津洋   | 2    | 2    | 栃司     | 3    | 0    |
| 栃乃和歌   | 2    | 12   | 巴富士   | 1    | 8     | 智乃花   | 3    | 0    | 豊ノ海   | 4    | 3    |
| 浪之花     | 1    | 2    | 花ノ国   | 2    | 3     | 濱ノ嶋   | 2    | 1    | 肥後ノ海 | 0    | 4    |
| 富士乃真   | 1    | 0    | 北天佑   | 1    | 0     | 北勝海   | 1    | 3    | 益荒雄   | 1    | 0    |
| 三杉里     | 4    | 10   | 水戸泉   | 2    | 11(1) | 湊富士   | 3    | 3    | 武蔵丸   | 1    | 7    |
| 武双山     | 0    | 1    | 大和     | 0    | 1     | 力櫻     | 0    | 1    | 若翔洋   | 1    | 6    |
| 若瀬川     | 4    | 5    | 若ノ城   | 1    | 1     | 若乃花   | 6    | 10   | 和歌乃山 | 2    | 0    |

## 年寄変遷
- 久島海 啓太（くしまうみ けいた）：1998年10月 - 1999年8月
- 田子ノ浦 啓人（たごのうら けいひと）：1999年8月 - 2012年2月13日